# Cornelis Hin
Cornelis Nicolaas Hin (Den Helder, 6 de outubro de 1869 — Bloemendaal, 21 de outubro de 1944) foi um velejador neerlandês, campeão olímpico. Ele competiu nos Jogos Olímpicos de Verão de 1920 na classe Dinghy 12 pés e conquistou a medalha de ouro a bordo do Beatrijs III ao lado de Johan Hin e Frans Hin.
Durante a segunda corrida uma das marcas estava à deriva e a corrida foi abandonada. Como os organizadores não tiveram tempo de refazer a regata naquela semana, as duas regatas restantes foram remarcadas para 3 de setembro daquele ano. Como as duas equipes eram holandesas, os organizadores solicitaram ao Comitê Olímpico dos Países Baixos que organizasse a corrida em Amsterdã.
Além da carreira de velejador, Hin também atuou como oficial do clube de futebol HFC Haarlem. A partir de 1905 dirigiu uma fábrica de meias, tendo trabalhado anteriormente como professor.